# 6310 Jankonke
6310 Jankonke (1990 KK) là một tiểu hành tinh vành đai chính bên trong được phát hiện ngày 21 tháng 5 năm 1990 bởi E. F. Helin ở Palomar.